# Kostel svatého Jakuba Staršího (Jakubov)
Kostel svatého Jakuba Staršího je farní kostel farnosti Jakubov u Moravských Budějovic. Je chráněn jako kulturní památka České republiky.

## Historie
Jde o románský kostel pocházející z poloviny 13. století. Tomu nasvědčuje stavební dispozice jednolodního kostela s plochým stropem, patrovou emporou a čtvercovým chórem uzavřeným apsidou. Ve své historii prodělal gotické i barokní úpravy a také prošel rozsáhlou rekonstrukcí během 19. století. Na věži se nachází zvon z roku 1474, uvnitř kostela se nacházejí mj. dva gotické náhrobní kameny, dvě gotická sanktuaria nebo románskou křtitelnici. 

## Popis
Jedná se o jednolodní stavbu s odsazeným kněžištěm a odsazenou apsidou. K severní zdi přiléhá čtyřboká sakristie (pod ní je valeně zaklenutá kostnice, přístupná zvnějšku úzkým strmým schodištěm. V hladkých fasádách jsou prolomena široká okna. Apsida je zaklenuta konchou. Sakristie má lomeně valenou klenbu. 

## Interiér
V lodi se nachází dvojice klasicistních oltářů. Románská kamenná křtitelnice kalichovitého tvaru přibližně z poloviny třináctého stoleté zdobí plastický prstenec Zvon ve věži je datován rokem 1454.